# ريان غلين (لاعب كرة قاعدة)
ريان غلين (بالإنجليزية: Ryan Glynn)‏ هو لاعب كرة قاعدة أمريكي، ولد في 1 نوفمبر 1974 في بورتسموث في الولايات المتحدة.

## وصلات خارجية
- ريان غلين على موقع الدوري الياباني لكرة القاعدة (الإنجليزية)
- ريان غلين على موقعبيزبول رفرنس.كوم (الدوري الرئيسي) (الإنجليزية)
- ريان غلين على موقعبيزبول رفرنس.كوم (الدوري الثانوي) (الإنجليزية)
- ريان غلين على موقع مشجعي الرسوم البيانية (الإنجليزية)